# Planitzer SC
Planitzer SC (celým názvem: Planitzer Sportclub) byl německý sportovní klub, který sídlil v saském městě Cvikově. Organizace sídlila ve cvikovském předměstí Planitz. Založen byl v roce 1912. Zanikl po ukončení druhé světové války, poté co byla všechna dřívější sportovní sdružení v sovětské okupační zóně zrušena. Nepřímým nástupcem fotbalové činnosti ve městě se stalo mužstvo SG Planitz (pozdější Sachsenring). Své domácí zápasy odehrával na Westsachsenkampfbahnu s kapacitou 30 000 diváků.
Planitzer má na svém kontě jedno vítězství v Gaulize Sachsen (jedna ze skupin tehdejší nejvyšší fotbalové soutěže).

## Získané trofeje
- Gauliga Sachsen ( 1× )
  - 1941/42

## Umístění v jednotlivých sezonách
Stručný přehled
Zdroj: 
- 1933–1939: Gauliga Sachsen
- 1939–1940: Gauliga Sachsen – sk. 1
- 1940–1944: Gauliga Sachsen

Jednotlivé ročníky
Zdroj: 
Legenda: Z - zápasy, V - výhry, R - remízy, P - porážky, VG - vstřelené góly, OG - obdržené góly, +/- - rozdíl skóre, B - body, červené podbarvení - sestup, zelené podbarvení - postup, fialové podbarvení - reorganizace, změna skupiny či soutěže
| Velkoněmecká říše (1933 – 1944) |                         |        |    |    |   |    |    |    |     |    |        |
| Sezóny                          | Liga                    | Úroveň | Z  | V  | R | P  | VG | OG | +/- | B  | Pozice |
| 1933/34                         | Gauliga Sachsen         | 1      | 20 | 6  | 2 | 12 | 43 | 72 | -29 | 14 | 8.     |
| 1934/35                         | Gauliga Sachsen         | 1      | 18 | 4  | 6 | 8  | 34 | 47 | -13 | 14 | 7.     |
| 1935/36                         | Gauliga Sachsen         | 1      | 18 | 7  | 1 | 10 | 35 | 35 | 0   | 15 | 8.     |
| 1936/37                         | Gauliga Sachsen         | 1      | 18 | 9  | 3 | 6  | 43 | 35 | +8  | 21 | 3.     |
| 1937/38                         | Gauliga Sachsen         | 1      | 18 | 7  | 2 | 9  | 34 | 32 | +2  | 16 | 6.     |
| 1938/39                         | Gauliga Sachsen         | 1      | 18 | 10 | 3 | 5  | 48 | 37 | +11 | 23 | 4.     |
| 1939/40                         | Gauliga Sachsen – sk. 1 | 1      | 10 | 7  | 1 | 2  | 47 | 6  | +2  | 15 | 1.     |
| 1940/41                         | Gauliga Sachsen         | 1      | 22 | 13 | 5 | 4  | 71 | 41 | +30 | 31 | 2.     |
| 1941/42                         | Gauliga Sachsen         | 1      | 18 | 15 | 1 | 2  | 62 | 25 | +37 | 31 | 1.     |
| 1942/43                         | Gauliga Sachsen         | 1      | 18 | 10 | 5 | 3  | 84 | 20 | +64 | 25 | 2.     |
| 1943/44                         | Gauliga Sachsen         | 1      | 18 | 7  | 1 | 10 | 40 | 46 | -6  | 15 | 7.     |

- 1939/40: Planitzer (vítěz sk. 1) ve finále prohrál s Dresdner SC (vítěz sk. 2) celkovým poměrem 3:6 (1. zápas – 3:3, 2. zápas – 0:3).